# Divovi Središnje Bosne
Divovi Središnje Bosne, bh. dokumentarni film. Posvećen je nekad najstarijem hrastu na svijetu Starom-Carskom hrastu (procijenjene starosti od 1500 i 2000 g.) iz Rankovića kod Novog Travnika. Snimila ga je Udruga Baština, koja upravlja Zavičajnom zbirkom i botaničkim vrtom u Rankovićima kod Novog Travnika. Snimila ga je 2011. godine. Govori o neobičnom postojanju velikog broja različitog višestoljetnog drveća na prostoru Središnje Bosne. Film je prikazan na filmskim festivalima u Kreševu (3FOK) i Jahorina film festivalu.
Autori su Slipac i Stipović. U projektu su fotografijom, videozapisom, riječju, legendom zabilježili nekoliko desetaka srednjobosanskih divova kao što su: 
- hrast kitnjak u novotravničkoj župi Pećine, visine 20 m, opsega 5,19 m, neutvrđene starosti
- tisa u Pepelarima kod Zenice, visine 17 m, opsega 4,80 m, staru preko tisuću godina
- bijela topola u Turbetu kod Travnika, visine 19 m, opsega 7,95 m. starosti preko 400 godina
- hrast lužnjak u Borića gaju kod Bugojna, visok 18 m, opsega 6,78 m, neutvrđene starosti
- lipa u Mošunju kod Viteza, visine 28 m, opsega 4,78 m, staru preko 250 godina
- jela na Kupreškim vratima, visoka 44 m (navodno najviša u BiH), opsega 4,78 m, neutvrđene starosti te niz drugih divovskih stabala višestoljetne starosti.[1]

Autor projekta: Marinko Slipac. Pripovjedač: Srećko Stipović. Kamera i montaža: Flash studio Vitez. Lektor: Jelica Tusun. Proizvodnja prosinca 2011. godine. Snimljen u produkciji Županijske uprave za šumarstvo Srednjobosanske županije i Udruge Baština iz Novog Travnika.
Film je promoviran u siječnju 2012. godine. Domaćin promocije bio je HKD Napredak podružnica Vitez. Idejni autor projekta Marinko Slipac iz Novog Travnika, osnivač i voditelj Udruge Baština iz Novog Travnika. Povod ideji bila je 2011. godina koja je proglašena za Međunarodnu godinu šuma. Slipac je vodio projekt, a novinar, fotograf, snimatelj i publicist Srećko Stipović je sa Slipcem radio fotografije i videozapise.